# Creepshow
Creepshow (bra: Creepshow - Show de Horrores) é um filme americano de 1982, de terror e comédia, dirigido por George A. Romero e escrito por Stephen King, fazendo deste filme sua estréia como roteirista. O elenco do filme inclui Hal Holbrook, Adrienne Barbeau, Fritz Weaver, Leslie Nielsen, Ted Danson e E. G. Marshall, bem como o próprio King (a estréia de King foi na verdade um ano antes no filme Romero Knightriders). O filme foi filmado principalmente em Pittsburgh e seus subúrbios, incluindo Monroeville, onde Romero alugou uma academia de garotos (Penn Hall) para construir extensos cenários para o filme.

## Sinopse
O filme inicia-se numa noite de Dia das Bruxas, onde, numa casa um homem discute com seu filho, Billy, por causa de uma HQ de terror intitulada "Creepshow", alegando ser um lixo para crianças. Em meio a isso, o pai leva a revista para a rua e a joga numa lata de lixo. E é na lata que as páginas da revistas são mexidas pelo vento, revelando as histórias seguintes:
Na primeira história, "Dia dos Pais", conta sobre Nathan Grantham (Jon Lormer), um velho demente que, após 7 anos, volta da sepultura para comer o bolo de Dia dos Pais e vingar-se de Bedelia (Viveca Lindfors), a filha que o matou, pois não suportava mais o seu jeito bruto. Além disto Nathan matou Peter, o grande amor de Bedelia.
No 2º conto, "A Morte Solitária de Jordy Verrill", narra sobre Jordy Verrill (Stephen King), um pequeno agricultor que vê um meteorito cair nas suas terras. Ele pensa então em vendê-lo por 200 dólares para poder pagar as dívidas, mas ao tocar no meteorito contraiu algo que gradativamente o transforma numa planta. Além disto um líquido que saiu do meteorito faz a vegetação ao redor da sua casa crescer de forma assustadora.
No 3º conto, "Indo com a Maré", Richard Vickers (Leslie Nielsen) é um vingativo marido que enterra na praia Rebecca (Gaylen Ross), a sua esposa, e o amante dela Harry Wentworth (Ted Danson). Ambos ficam enterrados na areia até o pescoço para que sejam afogados pela maré, mas algo de imprevisto acontece, pois os amantes voltam como mortos-vivos afogados dispostos a se vingar na mesma moeda.
No 4º conto, "A Caixa", Mike (Don Keefer) é o segurança de uma faculdade, que liga para o professor Dexter Stanley (Fritz Weaver) a dizer que achou debaixo da escada uma caixa de 1834. Dexter vai ao seu encontro e, ao abrirem a caixa, surge uma aterradora criatura que mata Mike. Apavorado com o sucedido, Dexter procura auxílio e encontra Charlie Gereson (Robert Harper), que não acredita no que ele está a dizer e ao ir examinar o local é também morto. Com medo de ser acusado por estes crimes, Dexter conta o ocorrido a Henry Northrup (Hal Holbrook), outro professor, que tem a ideia de utilizar a criatura para fazer algo que sempre teve vontade mas lhe faltou coragem: matar Wilma (Adrienne Barbeau), a sua esposa, que sempre o humilhou.
Na última história, "Vingança Barata", Upson Pratt (E.G. Marshall), um intratável milionário que tem mania da limpeza, é atacado por uma infinidade de baratas.
No dia seguinte, dois lixeiros acham a revista e vêem que alguém fez um pedido de um legítimo boneco de Vodu. Dentro da casa, o pai sente várias pontadas no corpo como se alguém o espetasse com uma agulha e em seu quarto, Billy faz uso do boneco Vodu com um pedaço da camisa do pai preso nele para se vingar por ter jogado sua HQ no lixo.

## Elenco
- Joe Hill (Billy - prólogo/epílogo)
- Iva Jean Saraceni (Mãe de Billy - prólogo/epílogo)
- Hal Holbrook (Prof. Henry Northrup - segmento A Caixa)
- Adrienne Barbeau (Wilma "Billie" Northrup - segmento A Caixa)
- Fritz Weaver (Prof. Dexter Stanley - segmento A Caixa)
- Robert Harper (Charlie Gereson - segmento A Caixa)
- Don Keefer (Mike - segmento A Caixa)
- Christine Forrest (Tabitha Raymond - segmento A Caixa)
- Chuck Aber (Richard Raymond - segmento A Caixa)
- Leslie Nielsen (Richard Vickers - segmento Indo com a Maré)
- Ted Danson (Harry Wentworth - segmento Indo com a Maré)
- Gaylen Ross (Rebecca "Becky" Vickers - segmento Indo com a Maré)
- Carrie Nye (Sylvia Grantham - segmento Dia dos Pais)
- Viveca Lindfors (Bedelia Grantham - segmento Dia dos Pais)
- Ed Harris (Hank Blaine - segmento Dia dos Pais)
- Elizabeth Regan (Cass Blaine - segmento Dia dos Pais)
- Warner Shook (Richard Grantham - segmento Dia dos Pais)
- Jon Lormer (Nathan Grantham - segmento Dia dos Pais)
- Nann Mogg (Sra. Danvers - segmento Dia dos Pais)
- E.G. Marshall (Upson Pratt - segmento Vingança Barata)
- David Early (White - segmento Vingança Barata)
- Stephen King (Jordy Verrill - segmento A Morte Solitária de Jordy Verrill)
- Bingo O'Malley (Pai de Jordy Verrill / Professor / Médico - segmento A Morte Solitária de Jordy Verrill)